# Никодим Просфорник
Никодим Просфорник, или Никодим Печерски био је преподобни Руске православне цркве из 12. века.

## Биографија
О Никодимовом детињству и световном животу нису сачувани готово никакви подаци; остали биографски подаци о њему су веома оскудни и фрагментарни, познато је само да се подвизавао у Кијево-печерском манастиру (данас Лавра) под игуманом Пименом (1132-1141), који је био одређен да пече просфору заједно са монахом Спиридоном.
Никодим је у свему био „истомишљеник“ са светим Спиридоном и, као и он, једнако се усрдно молио и делио са њим телесне напоре: било да је цепао дрва, месио тесто и певао псалме.
Успомена на Светог Никодима Печерског празнује се 31. октобра. Мошти Никодима Просфорника сахрањене су у Блиским (Антонијевским) пећинама Кијевопечерске лавре.
Предање о монасима Спиридону и Никодиму Печерским стављено је у друго писмо монаха Поликарпа архимандриту Печерском Акиндину.